# William McKie
William McKie (nacido William McKie; 27 de diciembre de 1884 - 27 de marzo de 1956) - fue un luchador británico de estilo libre, medallista de bronce de los Juegos Olímpicos de 1908.
En los Juegos Olímpicos de 1908 en Londres, McKie compitió en la categoría de peso de hasta 60,3 kg. Ganó la batalla, se perdió en las semifinales, pero fue capaz de ganar un encuentro por el tercer puesto y así obtuvo la medalla de bronce.